# گونبوکا بیل
گونبوکا بیل (به لاتین: Głęboka Biel) یک روستا در لهستان است که در گمینا گیبه واقع شده‌است.